# 앙투안 그리즈만
앙투안 그리즈만으로 잘 알려진 앙투안 그리에즈만(프랑스어: Antoine Griezmann, 프랑스어 발음: [ɑ̃twan ɡʁijɛzman], 1991년 3월 21일~)은 프랑스의 축구 선수로 포지션은 공격수, 공격형 미드필더이다. 현재 라리가의 아틀레티코 마드리드에 소속되어 있으며 2014년부터 2024년까지 프랑스 축구 국가대표팀에서 활동했다.
2009년 레알 소시에다드에서 프로 선수 경력을 시작했으며 첫 시즌에 세군다 디비시온에서 우승을 차지했다. 2014년에 당시 클럽 최고 이적료인 3,000만 유로로 아틀레티코 마드리드에 입단했으며 아틀레티코 소속으로 UEFA 유로파리그, UEFA 슈퍼컵, 수페르코파 데 에스파냐에서 우승을 차지했다. 또한 2015-16 시즌 라리가 최우수 선수상을 수상했고 2016년과 2018년에 발롱도르와 FIFA 올해의 선수 후보에 올랐다. 2019년, 당시 기준으로 역사상 5번째로 높은 이적료인 1억 2000만 유로의 이적료로 FC 바르셀로나와 계약했고 바르셀로나 소속 선수로서 코파 델 레이에서 우승했다. 그는 2021년에 아틀레티코 마드리드로 복귀했고 2025년 기준으로 아틀레티코 마드리드에서 197득점을 기록하며 아틀레티코 마드리드 구단 역사상 가장 많은 득점을 기록한 선수가 되었다.
그리즈만은 프랑스 U-19 축구 국가대표팀 소속으로 2010년 UEFA U-19 축구 선수권 대회에서 우승을 차지했고 2014년 22세의 나이로 프랑스 축구 국가대표팀에 데뷔했다. 그는 UEFA 유로 2016에서 대회 최다 득점자와 대회 최우수 선수로 선정되었고 2018년 FIFA 월드컵에서 최다 득점자 2위를 차지하며 실버 부트를 수상했고 대회 최우수 선수 3위로 선정되어 브론즈볼을 받았으며 결승전의 경기 최우수 선수로 선정되었다. 2022년 FIFA 월드컵에서 중앙 미드필더로 활동하며 대표팀의 준우승에 기여한 후 2024년 대표팀에서 은퇴했으며 2025년 기준으로 프랑스 대표팀 역대 최다 출장자 3위, 역대 최다 득점자 4위, 역대 최다 도움자 1위 기록을 보유하고 있다.

## 구단 경력
프랑스 마콩에서 태어난 그리즈만은 어린 시절 아버지가 코치로 활동하고 있었던 EC 마콩에서 축구를 시작했다. 이후 유스 팀을 거쳐 몽펠리에 HSC의 입단 테스트를 받게 되는데 당시 파리 생제르맹 유스 팀과의 경기에서 눈에 띄는 활약으로 현장에 있었던 레알 소시에다드 유스 팀에 입단하게 되었다.

### 레알 소시에다드
유스 팀에서 뛰어난 재능을 발휘해 레알 소시에다드 B팀으로 승격했고 2009년 18살의 어린 나이로 레알 무르시아와의 경기에서 프로 데뷔를 하였다. 주로 측면공격수로 뛰면서 시즌 초반부터 골을 넣는 등 맹활약을 펼치며 금세 주전 자리를 꿰찼고 시즌을 거듭할수록 꾸준한 공격 포인트를 기록하였다. 이후 두 자릿수 득점을 유지하면서 레알 소시에다드 최고의 공격수로 입지를 굳히게 된다.
이러한 활약으로 빅클럽들의 관심을 받으며 성장한 그리즈만은 2009년~2014년 5시즌 동안 총 179경기 출전 46득점을 기록하였고 2014년 구단 역사상 두 번째로 높은 이적료를 달성하며 약 364억원의 이적료로 아틀레티코 마드리드로 이적하게 된다.

### 아틀레티코 마드리드
시즌 초반 큰 기대와 함께 등번호 7번을 달고 입단한 그리즈만은 본래 포지션인 윙어에서 세컨드 스트라이커로 포지션을 변경하게 된다. 포지션 변경으로 인한 적응 문제로 부진을 겪었으나 점차 포지션에 적응하면서 UEFA 챔피언스리그 2014-15 조별 리그 1차전 올림피아코스를 상대로 클럽 데뷔골을 기록하였고 아틀레틱 빌바오와의 경기에서 해트트릭을 기록하는 등 공격의 핵심 선수로 떠오르게 된다.

#### 2014-15 시즌
총 53경기 출전 25득점 6도움을 기록하면서 크리스티아누 호날두, 리오넬 메시에 이어 득점랭킹 3위를 기록했고 2014-15 시즌 팬들이 선정한 최우수 선수에 선정되어 성공적인 데뷔 시즌을 마무리하게 되었다.

#### 2015-16 시즌
친정팀으로 돌아온 페르난도 토레스와 새로 영입된 선수들과 함께 뛰어난 활약을 펼친 그리즈만은 총 53경기 출전 32득점 7도움을 기록하게 되었고 특히 UEFA 챔피언스리그 2015-16 8강전 FC 바르셀로나와의 경기에서 2골을 성공시켜 팀을 4강으로 이끌게 되었고 4강전에서 바이에른 뮌헨을 만나 2차전에 1골을 성공시키는 등 그리즈만의 맹활약으로 결승전까지 진출하게 되었다.
UEFA 챔피언스리그 2015-16 결승에 진출한 아틀레티코 마드리드는 지역 라이벌 레알 마드리드와 결승전을 치르게 되었다. 하지만 0-1로 끌려가던 후반 시작하자마자 얻은 페널티킥을 그리즈만이 실축하게 되었고, 팀은 결국 승부차기 끝에 패배하여 준우승에 머물렀다.
최근 아틀레티코 마드리드는 2021년까지 그리즈만과 재계약을 발표하였고, 바이아웃 1306억원으로 클럽 레코드를 경신했다.

### 바르셀로나
2019년 7월 12일, FC 바르셀로나로 이적했다. 거듭되는 부진에 시달렸지만, 라리가 2020-21 시즌 초반 9경기 7골 6도움을 몰아쳤다.

### 아틀레티코 마드리드
2021년 9월 1일, 이적 시장 마지막 날에 아틀레티코 마드리드로 임대 후 완전이적 조건으로 아틀레티코 마드리드로 복귀했다.

#### 22-23 시즌
2023년 3월 22-23 라리가의 3경기에 출전해 3월 4일에 있었던 세비야와의 경기에서 1골 1도움, 3월 18일에 있었던 발렌시아와의 경기에서 1골을 기록해 총 2골 1어시스트를 기록한 그리즈만은 라리가 3월의 선수에 선정되었다.
2023년 4월 26일, 그리즈만은 아틀레티코 마드리드가 시비타스 메트로폴리타노에서 마요르카에 3대 1로 승리한 경기에서 선발로 출전해 45+2분 로드리고 데 폴에게, 77분 야니크 페레이라 카라스코에게 각각 어시스트를 1개씩 제공했다. 그는 이 경기를 통해 22-23 라리가에서 11개의 골과 10개의 어시스트를 기록하면서 22-23 라리가에서 유일하게 10개 이상의 골과 10개 이상의 어시스트를 동시에 적립한 선수가 되었다.

## 국가대표 경력
프랑스 대표로 각 연령별 대표로 뛰며 2010년에 개최된 2010년 UEFA U-19 축구 선수권 대회 프랑스 U-19 대표팀의 일원으로 무대에 서며 팀의 우승에 공헌했다. 하지만 2012년 11월 U-21 프랑스 대표팀 소집 도중에 숙소를 몰래 이탈해서 동료들과 나이트클럽에 간 것이 발각되어 2013년 12월 31일 까지 국가대표 자격이 박탈되었다.
출전 정지 해제 후 2014년 3월 5일 네덜란드와의 친선 경기에서 프랑스 대표로서 첫 A매치 출전을 했고 그 해 6월 파라과이와의 친선 경기에서 대표 첫 득점을 기록하였다. 2014년 FIFA 월드컵 본선에서는 득점은 없었지만 대회 직전에 이탈한 프랑크 리베리의 빈 자리를 훌륭하게 메우는 활약을 보였다.
조국 프랑스에서 열린 UEFA 유로 2016 대회에 참가해 6골을 득점하는 등 최고의 실력을 발휘했으나 포르투갈과의 결승전에서 연장 후반 에데르에게 결승골을 허용해 준우승에 머물고 말았다. 하지만 그리즈만은 이 대회에서 득점왕과 MVP를 수상하였다.
2018년 FIFA 월드컵에서는 대회 4득점을 기록하였으며, 이 중 3개가 페널티골이었다. 그리즈만은 "신성" 킬리안 음바페와 함께 완벽한 역할을 수행하며 프랑스의 월드컵 우승에 크게 기여하였다.
2023년 3월 16일, 그리즈만은 2023년 3월 24일, 27일에 네덜란드와 아일랜드와의 UEFA 유로 2024 예선에 참가하는 프랑스 국가대표팀 선수들 명단에 발탁되었다. 3월 24일 그리즈만은 프랑스와 네덜란드의 UEFA 유로 2024 예선 B조 1차전에 선발 출전해 2분 페널티 박스 안에서 킬리안 음바페의 패스를 받아 왼발로 공을 차 네덜란드의 골문을 흔들며 프랑스의 선제골을 만들었다. 전반 8분 프리킥을 차 야스퍼르 실레선이 손으로 걷어내는 과정에서 다요 우파메카노가 몸으로 걷어낸 공의 방향을 바꿔 공을 네덜란드의 골문으로 넣으며 프랑스의 두 번째 골을 만드는데 기여했다. 이후 76분 유수프 포파나와 교체되었다.
3월 27일, 그리즈만은 프랑스와 아일랜드와의 UEFA 유로 2024 예선 B조 2차전에 선발 출전했다.
2024년 9월 30일, 국가대표 은퇴를 선언했다.

## 출전 통계
| 클럽                | 시즌    | 리그 | 리그 | 컵   | 컵   | 대륙 | 대륙 | 기타 | 기타 | 합계 | 합계 |
| 클럽                | 시즌    | 출전 | 득점 | 출전 | 득점 | 출전 | 득점 | 출전 | 득점 | 출전 | 득점 |
| ------------------- | ------- | ---- | ---- | ---- | ---- | ---- | ---- | ---- | ---- | ---- | ---- |
| 레알 소시에다드     | 2009-10 | 39   | 6    | 1    | 0    |      |      |      |      | 40   | 6    |
| 레알 소시에다드     | 2010-11 | 37   | 7    | 2    | 0    |      |      |      |      | 39   | 7    |
| 레알 소시에다드     | 2011-12 | 35   | 7    | 3    | 1    |      |      |      |      | 38   | 8    |
| 레알 소시에다드     | 2012-13 | 34   | 10   | 1    | 1    |      |      |      |      | 35   | 11   |
| 레알 소시에다드     | 2013-14 | 35   | 16   | 7    | 3    |      |      |      |      | 50   | 20   |
| 레알 소시에다드     | 소계    | 180  | 46   | 14   | 5    |      |      |      |      | 202  | 52   |
| 아틀레티코 마드리드 | 2014-15 | 37   | 22   | 5    | 1    | 9    | 2    | 2    | 0    | 53   | 25   |
| 아틀레티코 마드리드 | 2015-16 | 38   | 22   | 3    | 3    | 13   | 7    |      |      | 54   | 32   |
| 아틀레티코 마드리드 | 2016-17 | 36   | 16   | 5    | 4    | 12   | 6    |      |      | 53   | 26   |
| 아틀레티코 마드리드 | 2017-18 | 32   | 19   | 3    | 2    | 14   | 8    |      |      | 49   | 29   |
| 아틀레티코 마드리드 | 2018-19 | 37   | 15   | 2    | 2    | 8    | 4    | 1    | 0    | 48   | 21   |
| 아틀레티코 마드리드 | 소계    | 180  | 94   | 18   | 12   | 56   | 27   | 3    | 0    | 257  | 133  |
| 바르셀로나          | 2019-20 | 35   | 9    | 3    | 3    | 9    | 2    | 1    | 1    | 48   | 15   |
| 바르셀로나          | 2020-21 | 36   | 13   | 6    | 3    | 7    | 2    | 2    | 2    | 51   | 20   |
| 바르셀로나          | 2021-22 | 3    | 0    |      |      |      |      |      |      | 3    | 0    |
| 바르셀로나          | 소계    | 74   | 22   | 9    | 6    | 16   | 4    | 3    | 3    | 102  | 35   |
| 아틀레티코 마드리드 | 2021-22 | 26   | 3    | 1    | 1    | 9    | 4    |      |      | 36   | 8    |
| 아틀레티코 마드리드 | 2022-23 | 38   | 15   | 4    | 0    | 6    | 1    |      |      | 48   | 16   |
| 아틀레티코 마드리드 | 2023-24 | 33   | 16   | 4    | 1    | 10   | 6    | 1    | 1    | 48   | 24   |
| 아틀레티코 마드리드 | 2024-25 | 38   | 8    | 5    | 2    | 10   | 6    | 3    | 1    | 56   | 17   |
| 아틀레티코 마드리드 | 소계    | 135  | 42   | 14   | 4    | 35   | 17   | 4    | 2    | 188  | 65   |

## 수상 내역

### 클럽

#### 레알 소시에다드
- 세군다 디비시온 : 2009–10[13]

#### 아틀레티코 마드리드
- 수페르코파 데 에스파냐 : 2014[13]
- UEFA 유로파리그 : 2017–18[14]
- UEFA 슈퍼컵 : 2018[13]
- UEFA 챔피언스리그 : 준우승 (2015–16)[13]

#### 바르셀로나
- 국왕컵 : 2020-21

### 국가대표팀
프랑스
- UEFA U-19 유로 : 2010
- UEFA 유로 : 준우승 (2016)
- FIFA 월드컵 : 우승 (2018), 준우승 (2022)
- UEFA 네이션스리그 : 2020-21

### 개인
- 발롱도르 : 3위 (2016, 2018)
- FIFA 올해의 선수 : 3위 (2016), 6위 (2018)
- UEFA 올해의 선수 : 2위 (2016), 4위 (2018)
- 라리가 MVP : 2015-16
- 라리가 도움왕 : 2022-23
- 라리가 올해의 팀[15] : 2014-15
- 라리가 시즌의 팀 : 2022-23, 2023-24, 2024-25
- 라리가 이 달의 선수[16] : 15년 1월, 15년 4월, 16년 9월, 17년 3월, 18년 2월, 18년 12월, 23년 3월, 23년 11월
- UEFA 올해의 팀 : 2016
- UEFA 챔피언스리그 시즌 스쿼드[17] : 2015-16, 2016-17
- UEFA 유로파리그 최우수 선수[18] : 2017-18
- UEFA 유로파리그 시즌 스쿼드[17] : 2017-18
- 옹즈도르 : 2014-15
- 프랑스 올해의 선수 : 2016
- UNFP 최우수 해외 프랑스 선수 : 2016, 2024

#### 국가대표
- UEFA U-19 유로 대회 베스트 : 2010
- UEFA 유로 MVP : 2016
- UEFA 유로 득점왕 : 2016
- UEFA 유로 토너먼트의 팀 : 2016
- FIFA 월드컵 브론즈볼 : 2018
- FIFA 월드컵 실버부트 : 2018
- FIFA 월드컵 판타지팀 : 2018
- FIFA 월드컵 도움왕 : 2018, 2022
- UEFA 유로 MoM : vs. 아일랜드 (2016, 16강), vs. 독일 (2016, 준결승)
- FIFA 월드컵 MoM : vs. 호주 (2018, 조별리그), vs. 우루과이 (2018, 8강), vs. 크로아티아 (2018, 결승), vs. 모로코 (2022, 준결승)

### 서훈
- 레지옹 도뇌르 훈장 슈발리에 (2018년 12월 31일)

## 개인사
2021년 7월, 몇년 전 이루어진 바르셀로나의 프리시즌 일본 투어 도중 그리즈만이 팀 동료인 우스만 뎀벨레와 함께 일본인에게 인종차별적인 말을 하는 영상이 공개되어 논란이 되었다. 이에 많은 일본인들, 심지어 스폰서인 일본 기업 라쿠텐까지 두 선수의 인종차별적인 행동에 대한 사과를 요구해 구단이 공식적으로 사과했다.